# Peter Clark (Leichtathlet)
Peter Clark (Peter Ronald Clark; * 29. November 1933) ist ein ehemaliger britischer Langstreckenläufer.
1958 wurde er für England startend bei den British Empire and Commonwealth Games in Cardiff Fünfter über drei Meilen. Bei den Leichtathletik-Europameisterschaften in Stockholm kam er über 5000 Meter auf den vierten Platz. Im September 1958 gehörte Clark der Staffel an, die einen Weltrekord (16:30,6 min) über die selten gelaufene Staffel 4-mal 1 Meile aufstellte.

## Persönliche Bestzeiten
- 1 Meile: 4:01,7 min, 6. September 1958, Billingham
- 5000 m: 13:53,8 min, 13. September 1958, Colombes